# Milwaukee Bucks
Milwaukee Bucks este un club de baschet din Milwaukee, Wisconsin, Statele Unite. Echipa face parte din Divizia Centrală a Conferinței de Est din National Basketball Association (NBA). Echipa a fost fondată în 1968 ca echipă pentru extindere și joacă la Fiserv Forum. Fostul senator SUA Herb Kohl a fost multă vreme proprietarul echipei, dar în 2014 un grup condus de miliardarii Wes Edens și Marc Lasry a cumpărat pachetul majoritar al echipei de la Kohl. Bucks au devenit de două ori campioni în NBA. Prima dată în 1971, cu o echipă din care făceau parte Kareem Abdul-Jabbar, Sidney Moncrief și Oscar Robertson, iar a doua oară 50 de ani mai târziu, în 2021, cu o echipă condusă din teren de Giannis Antetokounmpo.
În sezonul 2019-20, Bucks au câștigat un loc în playoff după cel de-al 56-lea meci al echipei din sezonul regulat, devenind cea mai rapidă echipă care a câștigat un loc în playoff măsurat după numărul de jocuri jucate și după data calendaristică (23 februarie) de la schimbarea formatului playoff-ului NBA în 1984.